# Elfängen
Elfängen är också ett tidigare namn på orten Älvängen.
Elfängen var namnet på två ångfartyg, som seglade på Göta älv.

## Elfängen(I)
Ångaren S/S Elfängen byggdes 1865 vid Bergsunds Mekaniska Verkstad i Stockholm, med volym 30 bruttoton och maskinstyrka 30 hästkrafter. Fartyget bar först namnet Runan och sedan Torshälla, innan hon ca 1890 köptes av Ångbåts AB Nohl för trafik på Göta älv. Ångaren Elfängen såldes 1898 till Finland och ersattes följande år av en nybyggd ångare med samma namn.

## Elfängen(II)

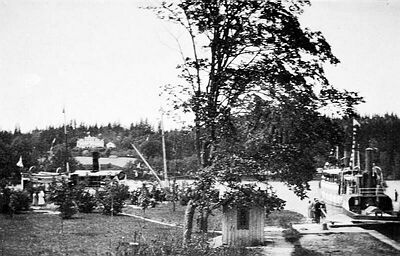
Ångarna Necken och Elfängen vid infarten till de äldre slussarna i Trollhättan 1923.

Fartyget byggdes av stål vid Eriksbergs Mekaniska Verkstad 1899 med byggnadsnummer 117. Ångaren hade dimensionerna 29,25 m längd, 6,07 m bredd och 2,75 m djupgående. Volymen var 173 bruttoton och maskinstyrka 200 hästkrafter. 

Fartyget gick under hela sin livstid i Göta älv-trafik, i huvudsak mellan Göteborg och Lilla Edet. Dessutom gjordes lustresor till Trollhättan och ut i skärgården till till exempel Vinga och Marstrand. När andra världskriget bröt ut lades fartyget upp i Lödöse, men sattes åter i trafik i november 1942 mellan Göteborg och Vänersborg som en av de sista passagerarfartygen i reguljär trafik på Göta älv, för företaget Pandion med hemort i Göteborg. Troligen var fartyget bara en kortare tid i trafik. Hon skrotades vid Bohus varv 1956.